# Amtsgericht Roßwein
Das Amtsgericht Roßwein war ein Gericht der ordentlichen Gerichtsbarkeit und ein Amtsgericht in Sachsen mit Sitz in Roßwein.

## Geschichte
In Roßwein bestand bis 1879 das Gerichtsamt Roßwein als Eingangsgericht. Im Rahmen der Reichsjustizgesetze wurden 1879 im Königreich Sachsen die Gerichtsämter aufgehoben und Amtsgerichte, darunter das Amtsgericht Roßwein, geschaffen. Der Gerichtssprengel umfasste die Stadt Roßwein und 26 Landgemeinden: Roßwein, Arnsdorf, Böhrigen, Dittersdorf, Etzdorf, Gersdorf bei Roßwein, Gertitzsch mit Niederforst, Gleisberg, Greifendorf, Grünroda (Mühle und Spinnerei), Grunau bei Roßwein, Haßlau mit Klinge, Stiefel und Hinterholz, Hohenlauft, Littdorf, Mahlitzsch, Marbach (Ober-, Mittel-, Nieder-) mit Rosenthal, Aspehäusern und den Dreierhäusern, Moosheim, Naundorf mit gründem Haus, Niederstriegis mit Nonnenberg, Ossig, Schmalbach mit goldenem Hirsch, Seifersdorf mit Neuseifersdorf, Oberforst und Wolfsthal (anteilig), Theeschütz mit Juchhöh (anteilig), Troischau, Ullrichsberg, Wettersdorf mit Siebeneichen und Neuwettersdorf und das Rossauer Forstrevier (anteilig). Das Amtsgericht Roßwein war eines von 15 Amtsgerichten im Bezirk des Landgerichtes Freiberg. Der Amtsgerichtsbezirk umfasste danach 24.281 Einwohner. Das Gericht hatte damals zwei Richterstelle und war damals ein mittelgroßes Amtsgericht im Landgerichtsbezirk. Von 1935 bis 1952 war das Amtsgericht Roßwein Entschuldungsamt für die Amtsgerichte Döbeln, Hainichen, Leisnig, Nossen und Roßwein. Im Jahre 1945 wurde das Amtsgericht Roßwein zum Zweiggericht des Amtsgerichts Döbeln. Die Zweiggerichte waren nur noch für die freiwillige Gerichtsbarkeit zuständig, alle anderen Sachen wurden in Döbeln behandelt. Im Jahre 1952 wurde das Amtsgericht Roßwein aufgelöst. Nun wurden Kreisgerichte als Eingangsgerichte geschaffen, darunter das Kreisgericht Döbeln, welches für den Kreis Döbeln zuständig war.

## Gerichtsgebäude

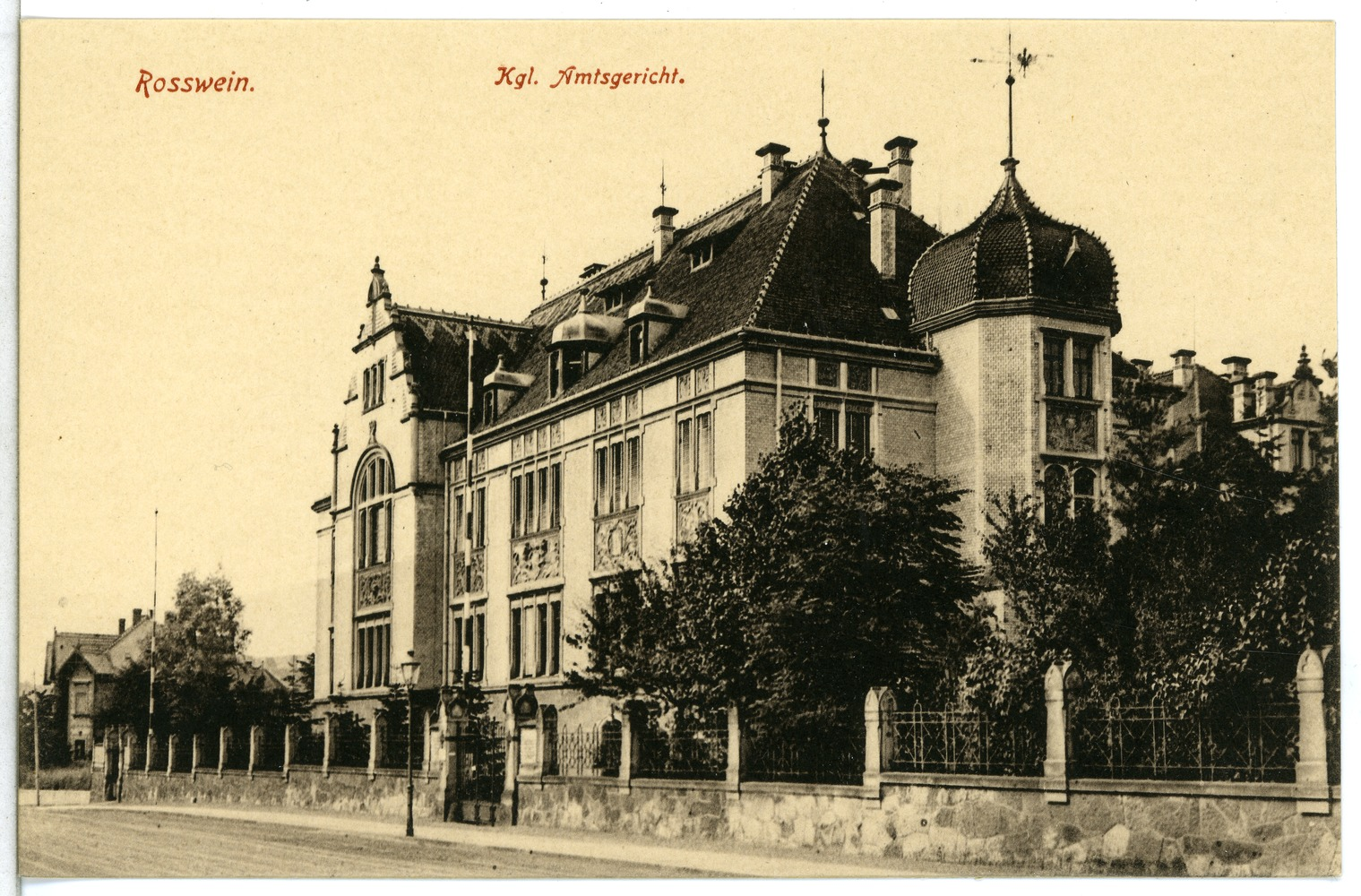
Ehem. Amtsgericht Roßwein (1912)

Im Jahre 1901 wurde das Gerichtsgebäude (Döbelner Straße 58) als aufwendig und repräsentativ gestaltetes Gebäude der Gründerzeit (Klinkerfassade), im Stil der deutschen Neorenaissance erbaut. Es steht aufgrund der baugeschichtlichen, ortsgeschichtlichen und straßenbildprägenden Bedeutung unter Denkmalschutz. Nach Aufhebung des Amtsgerichts wurde das Haus als Schule und heute als Hochschule genutzt.